# Дана Брук
Эшли Мэй Себера (англ. Ashley Mae Sebera, род. 29 ноября 1988, Севен-Хилс, Огайо) — американский рестлер, бодибилдер, гимнастка, участница соревнований по фитнесу и модель. Наиболее известна выступлениями в WWE с 2013 по 2023 год под именем Дана Брук. В настоящее время выступает в Total Nonstop Action Wrestling (TNA) под именем Элегантность Эш (англ. Ash by Elegance).
В июле 2013 года Себера подписала контракт с WWE и была направлена в WWE Performance Center и развивающий бренд NXT в Орландо, Флорида. После того, как она стала работать с Эммой, в 2016 году её перевели в основной ростер WWE, где она стала работать с Шарлотт Флэр, а затем с Titus Worldwide вместе с Аполло Крюсом и Тайтусом О’Нилом. Брук стала появляться чаще после перехода на SmackDown в 2019 году, где она выступала вместе с Лейси Эванс, враждуя с Бэйли и Сашей Бэнкс. В том же году Брук переподписала контракт с WWE ещё на пять лет. В 2020 году Брук вернулась на бренд Raw, где создала команду с Мэнди Роуз, пока Роуз не была отправлена обратно в NXT.

## Ранняя жизнь
Эшли Мэй Себера родилась 29 ноября 1988 года в Севен Хиллз, Огайо. Себера работала водолазом и занялась гимнастикой.
Прозанимавшись спортом более 18 лет, она бросила занятия гимнастикой после серьёзной травмы лодыжек и занялась бодибилдингом и фитнес-соревнованиями.
В начале 2011 года Себера окончила Кентский государственный университет (KSU), получив основную степень в области моды, мерчандайзинга и дизайна и второстепенную степень в области делового администрирования. Она использовала свою квалификацию в области моды для открытия собственного бутика.

## Личная жизнь
Себера состояла в отношениях с американским культуристом Далласом Маккарвером до его смерти 22 августа 2017 года. Сейчас она состоит в отношениях с боксером Улиссом Диасом. В июле 2021 года Себера и Диас обручились. Состоит в близких отношениях с рестлером и актёром Дейвом Батистой.

## Титулы и достижения

### Бодибилдинг
- National Physique Committee
  - Чемпионат мира по бодибилдингу среди любителей (1 серебро)
- Мистер Олимпия
  - Награда за женский образ (2017)[7]
  - Лучшая женщина года (2017)[7]

### Рестлинг
- Pro Wrestling Illustrated
  - № 26 в топ 50 женщин-рестлеров в рейтинге PWI Women’s 100 в 2016
- Sports Illustrated
  - № 28 в топ 30 женщин-рестлеров в 2018[8]
- WWE
  - Чемпион WWE 24/7 (3 раза)[9][10]